# Olga Slavnikova
Olga Alexandrovna Slavnikova, née le 23 octobre 1957 à Sverdlovsk, est une femme de lettres et romancière post-réaliste russe. Ses ouvrages sont traduits en français et en anglais.

## Biographie
Olga Slavnikova naît dans la famille d'un ingénieur le 23 octobre 1957 à Sverdlovsk,  et étudie le journalisme à l'université de l'Oural, entre 1976 et 1981. Avant de se consacrer à la littérature, elle travaille à la rédaction de la revue Oural.
Elle écrit à partir des années 1980, mais ce n'est qu'en 1997 qu'est publié son premier roman notable Une libellule de la taille d'un chien qui est en finale du prix Booker russe. Ce roman s'apparente au « réalisme magique ». Son roman suivant Seulement dans le miroir remporte le prix Novy Mir décerné par ce journal. Elle est au centre d'une controverse en 2003, car elle dénonce le film allemand sorti cette année-là Good Bye, Lenin! qu'elle accuse de plagiat à l'égard de son roman L'Immortel (2001), sans reconnaissance de droit d'auteur.
Elle habite depuis 2003 à Moscou avec son mari. En France, ses livres sont publiés en France par les éditions Gallimard. En 2006, elle reçoit le Prix Booker russe pour son roman 2017,.
Olga Slavnikova a trois enfants et deux petits-enfants.

## Œuvres
- L'Étudiante de première année (1988), nouvelle
- Une libellule de la taille d'un chien (1997), roman
- Seulement dans le miroir (1999), prix Novy Mir, roman
- L'Immortel, histoire d'un homme véritable (2001), roman
- 2017 (2006), Prix Booker russe 2006, roman, publié en français chez Gallimard
- Valse avec un monstre (2007), récits
- Amour dans le wagon N°7 (2008), récits (celui des Sœurs Tcherepanov remporte le prix Youri Kazakov en 2008)
- Tête légère (2010), roman